# يوبيل ذهبي
اليوبيل الذهبي (بالإنجليزية: Golden Jubilee)‏ هو احتفال يقام بمناسبة مرور خمسينَ عامٍ على حدث تأريخي معين.

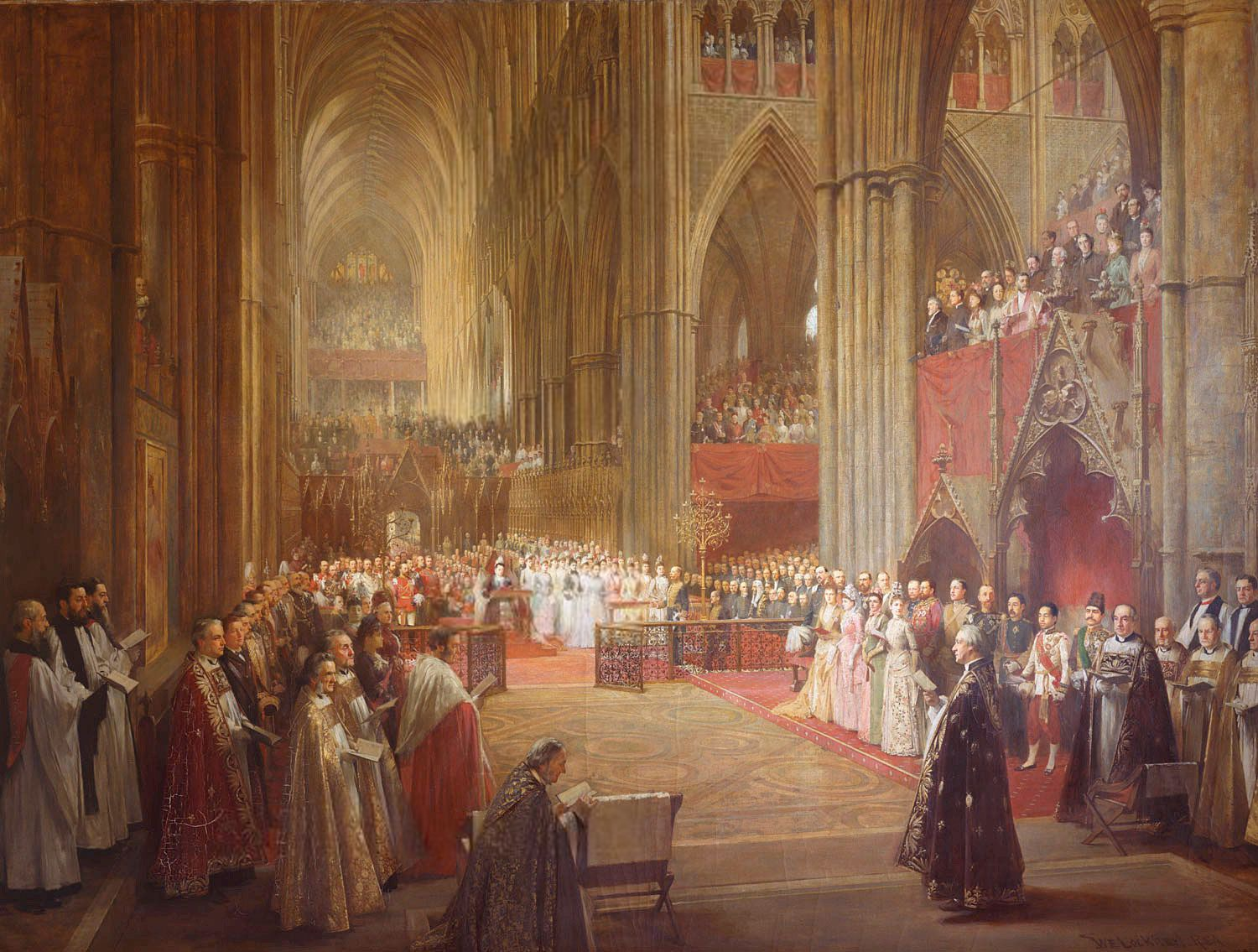
مراسيم اليوبيل الذهبي للملكة فيكتوريا في 20 يونيو 1887

## تايلاند
في 9 يونيو 1996م، احتفل الملك بوميبول أدولياديج (Bhumibol Adulyadej) بمناسبة مرور خمسين عامٍ على حكمه، وهي أطول فترة حكم لحد ذلك الوقت.

## دول الكومونويلث
في المملكة المتحدة و سائر دول الكومنويلث، يحتفى باليوبيل الذهبي لحكم الملك أو الملكة.

### أليزابيث الثانية
في 2002م إحتفت ملكة بريطانيا إليزابيث الثانية (Elizabeth II) بمرور خمسين عامٍ على اعتلائها العرش في 1952م.

### الملكة فيكتوريا
في 20 يونيو 1887م إحتفت الملكة فيكتوريا بمرور خمسين عام على اعتلائها العرش في 1837م.

## اليابان
في 10 نوفمبر 1976م احتفى الإمبراطور الياباني هيروهيتو (Hirohito) بيوبيله الذهبي، وتم تأسيس حديقة شوا تخليداً لذكراه.

## الصين
- في 91 ق.م اليوبيل الذهبي للإمبراطور وو من سلالة هان (منذ 141 ق.م).[1]
- في 1711م اليوبيل الذهبي للإمبراطور كانغ شي من سلالة تشينغ (منذ 1661م).
- في 1785م اليوبيل الذهبي للإمبراطور تشيان لونغ من سلالة تشينغ (منذ 1735م).

## كوريا
في 1774م اليوبيل الذهبي للملك جيانغ جو من سلالة جوزن (منذ 1724م).

## دول أخرى
- في 1727م اليوبيل الذهبي لإمبراطور النمسا و المجر فرانز جوزيف.[1]
- في 15 يوليو 2008م اليوبيل الذهبي لسلطان ماليزيا توانكو عبد الحليم.
- في 22 تموز 2010م اليوبيل الذهبي للتلفزيون المصري.
- في 2010م اليوبيل الذهبي لوسائل الإعلام الكينية مجموعة نيشن ميديا (Nation Media Group).
- في 1982م اليوبيل الذهبي لمستشفى كينغ سيت (Kingseat Hospital) النيوزلندية.
- في 1946م اليوبيل الذهبي لصناعة السيارات الأمريكية، في مدينة ديترويت، ولاية ميشيغان.
- في 2012 احتفل باليوبيل الذهبي لثورة 26 سبتمبر اليمنية.
- في 2013 اليوبيل الذهبي لثورة 14 أكتوبر اليمنية.
- في 25 يناير 2017 اليوبيل الذهبي لـ كلية الملك فيصل الجوية بالمملكة العربي السعودية[3]

## مواضيع ذات صلة
- يوبيل فضي.
- يوبيل ماسي.
- يوبيل بلاتيني.